# معايير التكاليف
تقوم فكرة معايير التكاليف (Cost Standards)، أو مقياس التكلفة على أساس إنشاء مجموعة مواصفات أو شروط أو كميات محددة تقررها الإدارة للشيء المعاير أو المقاس، وتصدرها كتعليمات أو قانون ملزم للعمل بها من قبل الأشخاص القائمين بالتنفيذ.
وهذه المواصفات أو الشروط هي التي تسمى معايير أو مقاييس التكاليف.
وقد نشأت فكرة المعايرة أو القياس مع نشأة الإدارة العلمية الحديثة ومبادئ العالم الاقتصادي فردريك تايلور.